# Zemkorit
Zemkorit ist ein sehr selten vorkommendes Mineral aus der Mineralklasse der „Carbonate und Nitrate“ (ehemals Carbonate, Nitrate und Borate). Es kristallisiert im hexagonalen Kristallsystem mit der idealisierten chemischen Zusammensetzung Na2Ca(CO3)2 – ist also chemisch gesehen ein Natrium-Calcium-Carbonat.
Zemkorit fand sich in Bohrkernen in Form von bis zu 4 mm großen, fächerförmigen Mineral-Aggregaten aus xenomorphen Kristallen bis zu 0,5 mm Größe, körnig-massiv in schmalen Gängchen sowie als Füllung in Bruchspalten.
Seine Typlokalität ist der der Kimberlitschlot Udatschnaja (russisch Трубка Удачная) (auch Udachnaya-Vostochnaya Pipe; Udachnaya Pipe) bei Udatschny (Koordinaten des Kimberlitschlotes Udatschnaja) auf dem Wiljuiplateau am Fluss Daldyn, Rajon Mirny (Sacha), Föderationssubjekt Sacha (Jakutien), Russland.

## Etymologie und Geschichte

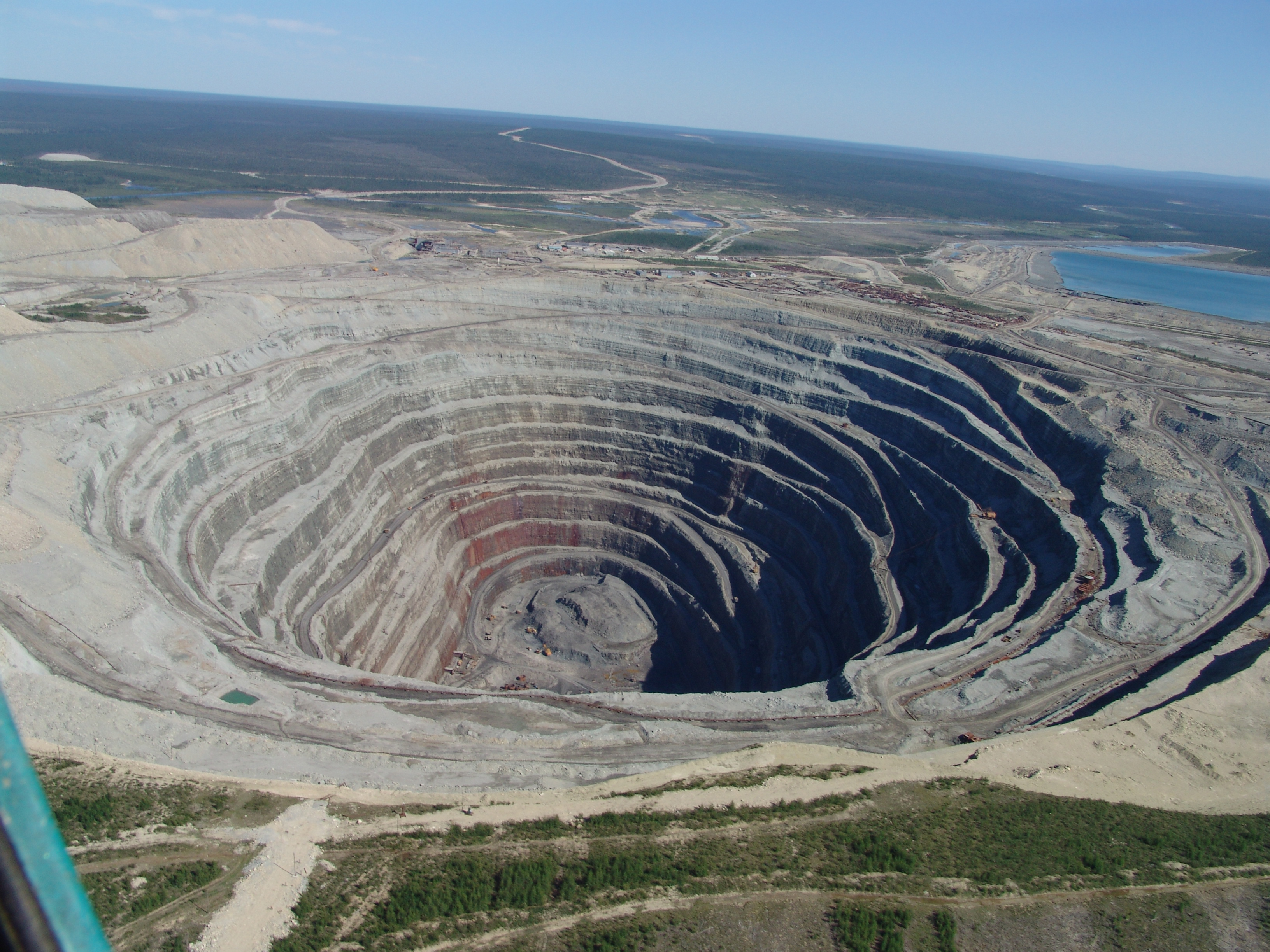
Der Tagebau Udatschnaja in Sibirien – hier vom Hubschrauber aus gesehen – ist die Typlokalität des Zemkorirs und stellt die größte Diamantlagerstätte Russlands dar

Die Lokalität „Udatschnaja“ besteht aus zwei sich durchsetzenden Kimberlitschloten, die unterordovizische Kalksteine durchschlugen. Sie wurde im Jahre 1955 entdeckt und begann mit der Diamantförderung im Jahre 1971. Die Schlote enthalten Eklogite, Dunite und Peridotit-Xenolithe und werden in einem mittlerweile über 600 m tiefen Tagebau abgebaut.
Anfang der 1980er Jahre wurde im östlichen Teils des Udachnaya-Zwillingsschlotes („Udachnaya-Vostochnaya“) in Kimberlit-Bohrkernen aus einer Tiefe von 400 bis 450 m eine bis dahin unbekannte, dem Nyerereit chemisch sehr ähnliche Phase identifiziert. Der Kimberlit, der das untersuchte Mineral enthielt, war von Serpentinierungsprozessen völlig unberührt und wurde als unverändert beschrieben.
Nach entsprechenden Analysen stellte sich heraus, dass es sich bei dieser Phase um ein neues Alkali-Erdalkali-Carbonat handelt. Das neue Mineral wurde der International Mineralogical Association (IMA) vorgelegt, die es am 28. August 1986 unter der vorläufigen Bezeichnung „IMA 1985-041“ anerkannte. Die wissenschaftliche Erstbeschreibung dieses Minerals erfolgte im Jahre 1988 durch ein Team sowjetischer Wissenschaftler mit K. N. Jegorow, Sinaida F. Uschtschapowskaja, A. A. Kaschajew, G. V. Bogdanow und Ju. I. Sisych im sowjetischen Wissenschaftsmagazin Doklady Akademii Nauk SSSR („Transactions of the Soviet Academy of Sciences“). Die Autoren benannten das neue Mineral nach dem Institut, an dem das neue Mineral untersucht worden war, dem „Institut der Erdkruste“ der Sibirischen Abteilung der Akademie der Wissenschaften der UdSSR (russisch Институт земной коры Сибирского отделения Российской академии наук) und nach russisch Земная кора für „Erdkruste“ als Zemkorit (russisch Земкорит, englisch Zemkorite).
Das Typmaterial für Zemkorit wird unter der Katalognummer 87573 in der Systematischen Sammlung des Mineralogischen Museums „Alexander Jewgenjewitsch Fersman“ der Russischen Akademie der Wissenschaften in Moskau aufbewahrt.

## Klassifikation
In der veralteten 8. Auflage der Mineralsystematik nach Strunz war der Zemkorit noch nicht aufgeführt.
In der zuletzt 2018 überarbeiteten Lapis-Systematik nach Stefan Weiß, die formal auf der alten Systematik von Karl Hugo Strunz in der 8. Auflage basiert, erhielt das Mineral die System- und Mineralnummer V/B.05-055. Dies entspricht der Klasse der „Nitrate, Carbonate und Borate“ und dort der Abteilung „Wasserfreie Carbonate [CO3]2−, ohne fremde Anionen“, wo Zemkorit zusammen mit Bütschliit, Eitelit, Fairchildit, Gregoryit, Juangodoyit, Nyerereit und Shortit eine unbenannte Gruppe mit der Systemnummer V/B.05 bildet.
Die von der International Mineralogical Association (IMA) zuletzt 2009 aktualisierte 9. Auflage der Strunz’schen Mineralsystematik ordnet den Zemkorit in die Klasse der „Carbonate und Nitrate“ und dort in die Abteilung „Carbonate ohne zusätzliche Anionen; ohne H2O“ ein. Diese ist weiter unterteilt nach der Gruppenzugehörigkeit der beteiligten Kationen, so dass das Mineral entsprechend seiner Zusammensetzung in der Unterabteilung „Alkali- und Erdalkali-Carbonate“ zu finden ist, wo es zusammen mit Nyerereit eine unbenannte Gruppe mit der Systemnummer 5.AC.10 bildet.
In der vorwiegend im englischen Sprachraum gebräuchlichen Systematik der Minerale nach Dana hat Zemkorit die System- und Mineralnummer 14.03.03.02. Das entspricht der Klasse der „Carbonate, Nitrate und Borate“ und dort der Abteilung „Wasserfreie Carbonate“. Hier findet er sich innerhalb der Unterabteilung „Wasserfreie Carbonate mit zusammengesetzter Formel A2+B2+(CO3)2“ in der „Fairchilditgruppe“, in der auch Fairchildit eingeordnet ist.

## Chemismus
Mittelwerte aus zwei Mikrosondenanalysen an Zemkorit-Körnern von der Typlokalität lieferten 25,72 % Na2O; 0,05 % Al2O3; 6,40 % K2O; 28,39 % CaO; und 39,20 % CO2 (nasschemisch ermittelt); Summe 99,76 %. MgO, SiO2; TiO2; Gehalte an MnO, FeO, BaO und SrO waren nicht nachweisbar. Aus den bei den Analysen ermittelten Werten errechnet sich die empirische Formel (Na1,80K0,29)Σ=2,09Ca1,10(CO3)1,93, die sich zu Na2Ca(CO3)2 vereinfachen lässt. Diese vereinfachte Formel erfordert 30,08 % Na20; 27,21 % CaO; und 42,71 % CO2.
Die offizielle Formel der IMA für den Zemkorit entspricht der Schreibweise von Jegorow und Kollegen und wird mit Na2Ca(CO3)2 angegeben. Die Formelschreibweise nach Strunz lautet (Na1,8K0,2)Ca[CO3]2 und entspricht in etwa der empirischen Formel von Jegorow und Kollegen. Wie üblich ist hier der Anionenverband in einer eckigen Klammer zusammengefasst.
Die alleinige Elementkombination Na–Ca–C–O weisen unter den derzeit bekannten Mineralen (Stand 2020) neben Zemkorit nur Shortit, Na2Ca2(CO3)3, und Nyerereit, Na2Ca(CO3)2, sowie die drei unbenannten Phasen Unnamed (Na-Ca Carbonate I), Na4Ca(CO3)3, Unnamed (Na-Ca Carbonate II), Na2Ca3(CO3)4, und Unnamed (Na-Ca Carbonate III), Na2Ca4(CO3)5, auf.
Die chemische Verbindung Na2Ca(CO3)2 ist dimorph und könnte, da die Natur des „Natrofairchildit“ aus dem Alkaligesteins-Ultrabasit-Massiv „Vuoriyärvi“ noch immer nicht vollständig geklärt ist, sogar trimorph sein. Zemkorit ist der hexagonale Dimorph zum orthorhombischen Nyerereit. Die Hochtemperaturmodifikation β-Nyerereit ist wie der Zemkorit hexagonal, jedoch nur bei einer Temperatur von über 340 °C stabil.
Aus chemischer Sicht stellt Zemkorit das Na-dominante Analogon zum K-dominierten Fairchildit dar, mit dem er wahrscheinlich eine Mischkristallreihe bildet, wie es die empirischen Formeln der aktuellen Spezies nahelegen.

## Kristallstruktur
Zemkorit kristallisiert im hexagonalen Kristallsystem in der Raumgruppe P63/mmc (Raumgruppen-Nr. 194), Raumgruppe P62c (Raumgruppen-Nr. 190) oder Raumgruppe P63mc (Raumgruppen-Nr. 186) mit den Gitterparametern a = 10,06 Å und c = 12,72 Å sowie acht Formeleinheiten pro Elementarzelle. Neuere Daten von Gopalakrishnarao Parthasarathy und Kollegen lieferten mit a = 10,038 Å und c = 12,726 Å ganz ähnliche Gitterparameter.

## Eigenschaften

### Morphologie
An seine Typlokalität füllt Zemkorit typischerweise dünne Risse im unveränderten Kimberlit entlang der Kontakte zwischen Grundmasse und Olivin-Xenolithen und -Phänokristallen. Das Mineral bildet tafelige Körner von 0,1 bis 0,5 mm Größe, die keine Kristallflächen erkennen lassen. Sehr selten wurden auch fächerförmige Kristallaggregate in Größen von 3 bis 4 mm identifiziert, die in Zwischenräumen zwischen großen Olivin-Einsprenglingen sitzen.
Zemkorit aus dem Kimberlit von „Venkatampalle“ bei Anantapur im gleichnamigen Distrikt, Andhra Pradesh, Indien, (Koordinaten des Kimberlitschlotes Venkatampalle) findet sich in nadeligen Aggregaten, die ähnlich wie im Kimberlitschlot „Udachnaya“, allerdings wesentlich häufiger, zu fächerförmigen Aggregaten zusammentreten.

### Physikalische und chemische Eigenschaften
Die Kristalle des Zemkorits sind farblos oder cremefarben, während ihre Strichfarbe immer weiß ist. Die Oberflächen der entsprechend der Färbung des Minerals durchsichtigen Körner und Aggregate zeigen einen charakteristischen glas- bis perlmuttartigen Glanz. Zemkorit besitzt entsprechend diesem Glasglanz eine mittelhohe Lichtbrechung (nε = 1,513; nω = 1,535) und eine niedrige Doppelbrechung (δ = 0,022). Im durchfallenden Licht ist der einachsig negative Zemkorit farblos und zeigt keinen Pleochroismus.
Zemkorit weist eine sehr vollkommene Spaltbarkeit parallel zur Tafelebene auf. Das Mineral ist spröde, Angaben zu seinem Verhalten beim Bruch fehlen. Zemkorit besitzt eine Mohshärte von 2 und gehört damit zu den weichen Mineralen, die sich bei entsprechender Kristallgröße wie das Referenzmineral Gips mit dem Fingernagel ritzen lassen. Die gemessene Dichte für Zemkorit beträgt 2,46 g/cm³, die berechnete Dichte 2,47 g/cm³.
Das Mineral zeigt weder im langwelligen noch im kurzwelligen UV-Licht eine Fluoreszenz.
Zemkorit ist leicht in warmem Wasser löslich. Kimberlit-Bohrkerne, die Zemkorit und Shortit  enthalten und lange Zeit im Freien gelegen haben, wandelten sich unter dem Einfluss von Atmosphärilien leicht in eine feine, lockere Masse um.

## Bildung und Fundorte
An seiner Typlokalität stellt Zemkorit eine postmagmatische Bildung dar. Er bildete sich bei der Überprägung des Kimberlits durch hochmineralisierte, natriumreiche Lösungen, die bei der Wechselwirkung der Gesteine des Udachnaya-Schlotes mit oberflächennahen Solen aus dem unterkambrischen Nebengestein entstanden.
Zemkorit aus dem Kimberlitschlot „Venkatampalle“ stammt aus dem bröckeligen „Yellow Ground“ in einer Tiefe von ≈ 4 m; der harte „Blue Ground“ tritt hier erst bei ≈ 10 m auf. Der Kimberlit ist grobkörnig und ungleichmäßig mit xenolithischen Gesteinsfragmenten und xenolithischen Mineralen vermengt.
Begleitminerale des Zemkorits an seiner Typlokalität sind Shortit und selten auch Halit. Shortit bildet sich häufig in feinen Rissen im Zemkorit in Form von kleinen, feinkristallinen Aggregaten. Gelegentlich werden noch Relikte des Zemkorits in den kryptokristallinen, pulverförmigen Massen des weißen Shortits beobachtet. Im Material aus dem indischen Kimberlitschlot „Venkatampalle“ wird Zemkorit von alterierten Olivin-Körnern, Phlogopit und Indikatormineralen wie Pyrop mit kelyphitischen Rändern, Pikroilmenit (eine Mg-reiche Ilmenit-Varietät) mit Leukoxen-Häutchen sowie Diopsid der Varietät Chromdiopsid begleitet.
Da Zemkorit vorwiegend aus Natrium besteht, aber einen erheblichen Anteil an Calcium aufweist und außerdem ein Carbonatmineral darstellt, ist seine Bildung wahrscheinlich nicht postmagmatisch, sondern in den späten Stadien der Kimberlit-Entstehung durch Dekompressionsschmelzen und Abtrennung einer Natriumcarbonatschmelze durch nicht mischbare Flüssigkeiten erfolgt. Die Abschätzung von 700 K für die obere thermische Stabilitätsgrenze von Zemkorit übersteigt die thermischen Stabilitäten von Na-K-Ca-Carbonatmineral-Mischkristalle im reinen Na2CO3-K2CO3-CaCO3-System nur unwesentlich und ist vergleichbar mit den Schätzungen von Joseph Pyle und Stephen Haggerty für Eklogite des oberen Erdmantels.
Es ist ferner möglich, dass Zemkorit im indischen Kimberlitschlot „Venkatampalle“ direkt aus metasomatischen Fluiden oder durch Zersetzung einer der Komponenten einer Natrocarbonat-Vergesellschaftung aus dem oberen Mantel gewonnen wurde. Eine solche Komponente könnte das von Pyle und Haggerty beschriebene devitrifizierte Na-reiche Glas mit bis zu 5 Gew.-% CaO sein.
Als extrem selten vorkommende Mineralbildung ist Zemkorit (Stand 2020) neben seiner Typlokalität nur von fünf weiteren Fundpunkten bekannt.
Die Typlokalität des Zemkorits ist der östliche Kimberlitschlot Udatschnaja (russisch Трубка Удачная) (Udachnaya-Vostochnaya Pipe) bei Udatschny auf dem Wiljuiplateau am Fluss Daldyn, Rajon Mirny (Sacha), Föderationssubjekt Sacha (Jakutien), Russland.
Weitere Fundorte für Zemkorit sind:
- der von der Rio Tinto Group betriebene, zur „Ekati Mine“ gehörende Diamanten-Tagebau des „Koala Pit“, Lac de Gras, Nordwest-Territorien, Kanada
- der Salzsee „North Ingebright“, Saskatchewan, Kanada
- der Kimberlit von „Venkatampalle“ bei Anantapur im Distrikt Anantapur, Andhra Pradesh, Indien
- die „Monastery Mine“ bei Clocolan, Distrikt Thabo Mofutsanyana, Freistaat, Südafrika
- die im Bultfontein-Kimberlit bauende „Bultfontein Mine“ bei Kimberley, Distrikt Francis Baard, Provinz Nordkap, Südafrika

Fundorte für Zemkorit aus Deutschland, Österreich und der Schweiz sind damit unbekannt.

## Verwendung
Zemkorit ist aufgrund seiner Seltenheit wirtschaftlich völlig bedeutungslos.